# Triple Elvis

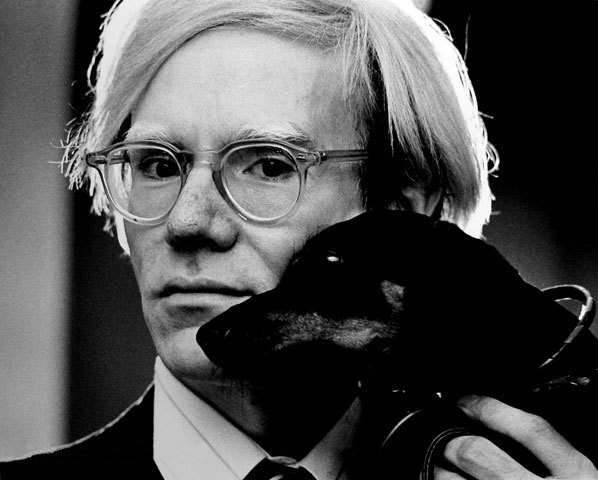
Retrat d'Andy Warhol amb el seu gos, obra de Jack Motchell.

Triple Elvis és una pintura realitzada el 1963 per l'artista nord-americà Andy Warhol.

## Descripció
L'obra representa tres imatges repetides del cantant Elvis Presley. Andy Warhol va experimentar amb tots els grans icones de la cultura nord-americana. I entre ells no podia faltar Elvis Presley. A ell li va dedicar diverses obres i entre elles aquesta. En ella veiem al músic i actor en una imatge que sembla una superposició de fotos, cosa que té una intenció, i no és altra que donar-li ritme a la imatge d'Elvis on va vestit de pistoler del Far West com en una de les seves pel·lícules i destaca sobre un fons platejat. El novembre de 2014 es va vendre en una subhasta a Nova York per 81.900.000 de dòlars.

## Anàlisi
Es tracta d'una fotografia promocional, una postal d'Elvis en posi de pistoler; capaç de sintetitzar al mateix temps la seva carrera cinematogràfica i el seu cèlebre moviment de cames. Estampats sobre un vernís planejat a l'alumini o reproduïts en tecnicolor, la intenció és acorralar a l'espectador, multiplicant-se com clons. Amb aquesta finalitat Warhol evita tallar els rotllos de tela, deixant que es perdin els límits del quadre i que la successió de les imatges es dilati cap a l'infinit, com una galeria de miralls.
En aquest cas, les tres figures mantenen una distància de seguretat, però persisteix la sensació d'inquietud generada per la seva juxtaposició, conferint a l'obra un inèdit impacte emotiu, mentre que l'habitual és que la repetició actuï anestesiat i anul·lant l'emoció.

## Andy Warhol
El cineasta i artista Andy Warhol (1928-1987, Nova York) destaca pel seu important paper en el naixement i desenvolupament del Pop Art. Aquest moviment artístic va sorgir al segle XX i es caracteritza per la utilització d'imatges derivades d'anuncis publicitaris, còmics o cinema. Warhol, inspirat per l'art pop, va començar a adquirir popularitat gràcies als seus cridaners treballs en pintura, cinema avantguardista i literatura.
A més, Andy Warhol estava molt lligat als mitjans de comunicació, el que va ajudar a augmentar la seva notorietat pública. L'artista feia referència al poder dels mitjans de comunicació i al desenvolupament de la premsa groga, amb la consegüent facilitat social de passar de l'anonimat a un personatge públic i popular.